# Volksentscheid in Sachsen 1946
Der Volksentscheid in Sachsen über das Gesetz über die Übergabe von Betrieben von Kriegs- und Naziverbrechern in das Eigentum des Volkes am 30. Juni 1946 war die erste Abstimmung in der Sowjetischen Besatzungszone und zugleich die erste direktdemokratische Abstimmung in Deutschland nach dem Zweiten Weltkrieg. Das Gesetz sah die entschädigungslose Enteignung von Großgrundbesitzern, Kriegsverbrechern und aktiven Nationalsozialisten vor. Mit einer Mehrheit von 77,56 % nahmen die Abstimmenden die Vorlage an.
Das dem Entscheid nach damals in Sachsen geltender Rechtslage eigentlich zwingend vorausgehende Volksbegehren wurde aufgrund der Verordnung über Volksbegehren und Volksentscheid vom 4. April 1946 umgangen. Insofern handelte es sich bei dem Volksentscheid in Sachsen um kein direktdemokratisches Initiativverfahren, sondern vielmehr um ein Referendum. Der Volksentscheid selbst wurde hingegen nach demokratischen Grundsätzen korrekt durchgeführt.

## Inhalt
Die Sowjetische Militäradministration in Deutschland (SMAD) hatte mit dem Befehl Nr. 124 Über die Beschlagnahme und provisorische Übernahme einiger Eigentumskategorien in Deutschland vom 30. Oktober 1945 das Vermögen zahlreicher Industriegesellschaften und Fabrikanten unter Zwangsverwaltung – man sprach von Sequestrierung durch einen Treuhänder – gestellt. Mit Befehl Nr. 126 wurde zudem das Vermögen der Amtsleiter der NSDAP, führender Mitglieder und einflussreicher Anhänger sowie das von aufgelösten nationalsozialistischen Organisationen ebenfalls enteignet und mit Befehl Nr. 154/181 über Übergabe des enteigneten und beschlagnahmten Eigentums in Besitz und Nutznießung der deutschen Selbstverwaltungen vom 21. Mai 1946 in das Verfügungsrecht der Landes- und Provinzialverwaltungen überführt.
Der am 30. Juni 1946 zur Abstimmung stehende Gesetzentwurf legte im Artikel 1 fest, diese Vermögen als enteignet zu erklären. Der Artikel 2 des Gesetzentwurfs bestimmte es zum Eigentum der Landesverwaltung Sachsen oder der Selbstverwaltungen der Stadt- und Landkreise sowie der Stadt- und Dorfgemeinden oder auch der Genossenschaften oder Gewerkschaften.
In Vorbereitung der Abstimmung wurden Kommissionen aus Partei- und Gewerkschaftsvertretern gebildet, die über die 4700 in Sachsen beschlagnahmten Betriebe zu befinden hatten. Dabei wurden die Betriebe auf drei Listen verteilt:
- Liste A – Unternehmen, deren Besitzer durch den Volksentscheid enteignet werden sollten. Von den anfänglich 2169 in dieser Liste geführten Betrieben standen am Tag des Volksentscheides 1861 Betriebe zur Abstimmung.
- Liste B – Unternehmen, die an ihre Eigentümer zurückgegeben werden sollten, weil die Eigentümer als „nicht in erheblichen Maße belastet“ galten. Von den anfänglich 1931 Betrieben in dieser Liste standen am Tag des Volksentscheides 2239 Betriebe zur Abstimmung.
- Liste C – Unternehmen, die vorläufig (meist für Reparationsleistungen) im Besitz oder unter Kontrolle der SMAD verbleiben sollten. In dieser Liste standen 600 Betriebe zur Abstimmung.

Zahlreiche Mitglieder sowie die Parteispitzen von CDU und LDP kritisierten die Modalitäten des Enteignungsverfahrens, vor allem versuchten sie sicherzustellen, dass nur die „wirklich Schuldigen“ bestraft würden. So konnten im Laufe des Monats Juni bis zum Tag des Volksentscheids noch 308 Betriebe von Liste A auf Liste B gesetzt werden.

## Zustandekommen
Der Volksentscheid wurde von der sächsischen KPD-Führung initiiert. Erstmals öffentlich hatte Hermann Matern am 14. Februar 1946 auf der Konferenz der Sekretäre der KPD des Landes Sachsen vorgeschlagen, als „Bestrafung der Nazi- und Kriegsverbrecher“ die Enteignung als Volksentscheid zu betreiben. Auf der ersten Reichskonferenz der KPD am 2. und 3. März 1946 unterstützte Walter Ulbricht den Plan und signalisierte die Genehmigung der SMAD. Nun konnte die KPD – ab April 1946 die SED – auch CDU und LDP vom Volksentscheid überzeugen. Ab Mai 1946 begann eine Volksentscheid-Kampagne, die vor allem durch die SED und den FDGB mit immensem Propagandaaufwand betrieben wurde. Dabei vermied man konsequent die Begriffe „Sozialismus“ und „Verstaatlichung“, stattdessen propagierte man „Friedenssicherung“, „Verurteilung der Kriegsverbrecher“ und „Übergabe der Betriebe in Volkseigentum“.
Eine demokratische Legitimation für den Volksentscheid umging man mit der auf den 4. April 1946 datierten und von der SMA Sachsen am 23. Mai 1946 bestätigten Verordnung über Volksbegehren und Volksentscheid der Landesverwaltung Sachsen, die ein vorgeschaltetes Volksbegehren von mindestens einem Zehntel der Stimmberechtigten durch „die gemeinsame Einbringung eines Volksbegehrens von allen Parteien des antifaschistisch-demokratischen Blocks und dem FDGB die Entscheidung der Bevölkerung überflüssig“ machte.

## Ergebnis
Stimmberechtigt waren alle im Land Sachsen wohnenden Personen, die das 21. Lebensjahr vollendet hatten; inklusive der bis zum 31. Mai 1946 gemeldeten Umsiedler und heimgekehrten Kriegsgefangenen. Die Zahl der Wahlberechtigten betrug 3,69 Millionen. 14.228 Personen, die den Gemeindebehörden auf Vorschlag der „antifaschistisch-demokratischen Parteien“ als mutmaßliche Kriegsverbrecher, Funktionäre von NS-Organisationen oder „sonstige Aktivisten des Faschismus und Kriegsinteressenten“ benannt worden waren, hatten kein Stimmrecht.
Die Wahlbeteiligung betrug 93,7 Prozent (3,46 Millionen). Die Frage „Stimmen Sie dem Gesetz über die Übergabe von Betrieben von Kriegs- und Naziverbrechern in das Eigentum des Volkes zu?“ beantworteten 77,6 Prozent (2,69 Millionen) mit ja und 16,6 Prozent (0,57 Millionen) mit nein. Ungültig waren 5,8 Prozent (0,2 Millionen) der Stimmen.

## Enteignungen in anderen deutschen Ländern
Eine Enteignung per Volksentscheid fand nur in Sachsen statt. In Thüringen, Sachsen-Anhalt, der Mark Brandenburg und Mecklenburg-Vorpommern erließen die Länder- und Provinzialverwaltungen im Zeitraum vom 24. Juli bis 16. August 1946 Verordnungen über die Enteignung von Kriegsverbrechern und Nationalsozialisten.
In den westlichen Besatzungszonen gab es keine vergleichbaren Enteignungen. Allein die Verfassung des Landes Hessen, über die am 1. Dezember 1946 eine Volksabstimmung erfolgte, sah mit deren Inkrafttreten bei versorgungswichtigen Betrieben (Montanindustrie, Energiewirtschaft, Schienenverkehr) die Überführung in Gemeineigentum sowie bei Großbanken und Versicherungsunternehmen eine staatliche Aufsicht oder Verwaltung vor (Art. 41 Verf HE, sogenannter Sozialisierungsartikel), was jedoch nicht verwirklicht wurde.